# 2003 YS179
2003 YS179, também escrito como 2003 YS179, é um objeto transnetuniano (TNO) que está localizado no cinturão de Kuiper, uma região do Sistema Solar. Ele é classificado como um cubewano. O mesmo possui uma magnitude absoluta de 6,8 e tem um diâmetro estimado com cerca de 126 km. Este corpo celeste é um sistema binário, o outro componente, o S/2011 (2003 YS179) 1, possui um diâmetro estimado em cerca de 110 km.

## Descoberta
2003 YS179 foi descoberto no dia 24 de dezembro de 2003 através do Observatório de Mauna Kea que está situado no Havaí.

## Órbita
A órbita de 2003 YS179 tem uma excentricidade de 0,027 e possui um semieixo maior de 43,805 UA. O seu periélio leva o mesmo a uma distância de 42,622 UA em relação ao Sol e seu afélio a 44,988 UA.